# Jonathas Brito
Pour les articles homonymes, voir Brito.
Jonathas Filipe da Silva Brito (né le 30 novembre 1992 à Recife) est un athlète brésilien, spécialiste du 110 mètres haies.
Il remporte le titre des Championnats sud-américains espoirs à Montevideo en 2014 après avoir remporté le bronze au Troféu Brasil.
Il débute en 2005 où il dispute les Jogos Escolares Brasileiros au Minas Gerais. Pour « 2 cm », il n'est pas sélectionné pour les Championnats du monde jeunesse à Bressanone : il atteint le minimum du saut en longueur mais n'est que le 3e Brésilien alors que deux seulement peuvent être sélectionnés. À partir de 2010, il se consacre au 110 m haies, il intègre alors le Clube de Atletismo BM&FBOVESPA en 2015, après avoir porté son record à 13 s 73 à São Paulo le 12 octobre 2014.
Le 20 mai 2017, il porte son record personnel à Campinas à 13 s 63.
Le 5 mai 2019, il bat son record personnel à Sao Paulo en 13 s 52 (vent nul).